# 异叶梁王茶
异叶梁王茶（学名：Nothopanax davidii）为五加科梁王茶属下的一个种。

## 扩展阅读
- 維基物種上的相關：异叶梁王茶